# Приставкин, Анатолий Игнатьевич
Анато́лий Игна́тьевич Приста́вкин (17 октября 1931, Люберцы, Московская область — 11 июля 2008, Москва) — советский и российский писатель, общественный деятель.

## Биография
Родился в подмосковном городе Люберцы 17 октября 1931 годы в рабочей семье. Деда писателя арестовали в 1905 году как революционера, но затем отпустили. Отец Анатолия Приставкина изготавливал колодки для обуви, во время Великой Отечественной войны ушёл на фронт. Мать умерла от туберкулёза в 1941 году. Будущий писатель скитался по стране, в том числе он был в Подмосковье, на Урале и на Северном Кавказе, где и остался. Воспитывался в детском доме, учился в ремесленном училище.
В четырнадцать лет начал работу на Серноводском консервном заводе. После войны стал участвовать в самодеятельности, начал сам писать стихи — вскоре они были опубликованы в газете. Затем перешёл работать на авиационный завод. В 1946 году Приставкин поступил на вечернее отделение в авиационный техникум, где и проучился до 1951 года.
Во время службы в армии декламировал поэтические произведения. И именно в этот Анатолий Приставкин написал свою первую пьесу, а затем принялся сочинять стихи. Сначала он выступал в роли автора-чтеца. Ему достаточно было произносить свои поэтические произведения со сцены. Желание расширить круг слушателей возникло позже. Однако когда после издания первых сочинений Анатолий увидел свои строки, набранные типографским шрифтом, он решил посвятить себя писательской деятельности.
После демобилизации Анатолий Игнатьевич решил получить литературное образование и в 1959 году поступил в Литературный институт им. А. М. Горького. Будучи студентом, он учился на поэтическом курсе у Льва Ошанина. Преподаватели оценили[как?] литературный дар Приставкина ещё тогда, когда он учился на первом курсе. Однако талант его, как считали профессионалы[кто?], заключался не в сочинительстве стихов, а в написании произведений малой прозы. В № 6 журнала «Юность» за 1959 год был напечатан цикл рассказов «Военное детство». Эти произведения спустя годы были переведены на множество языков. Тема их — детские судьбы, искалеченные войной.
После окончания института писатель отправился в Иркутскую область, на стройку Братской ГЭС. На строительстве Братской ГЭС он стал собкором «Литературной газеты», одновременно работая в бригаде бетонщиков. Ещё в студенческие годы Приставкин побывал в этих краях, и люди, проживающие в таёжных условиях, произвели на него впечатление. В эти годы он написал документальные повести «Мои современники» (1959); «Костры в тайге» (1964); «Селигер Селигерович» (1965); роман «Голубка» (1967), по мотивам которого в 1978 году был снят одноимённый фильм. В 1970-е и 1980-е годы были опубликованы повести «Солдат и мальчик», «Радиостанция „Тамара“», роман «Городок».
С 1981 года А. Приставкин преподавал в Литературном институте, будучи доцентом кафедры литературного мастерства, вёл семинар прозы. Следующий период в жизни Приставкина посвящён работе журналистом в «Литературной газете». А вскоре получил почётное звание члена Союза писателей.

## Активная творческая деятельность
«Страна ЛЭПия», «Костры в тайге», «Записки моего современника» — эти произведения автор посвятил тайге. И даже по возвращении в столицу Приставкин ещё очень много лет не терял связи с дорогими сердцу сибирскими просторами и регулярно туда летал. Всемирную известность Приставкину принесла опубликованная в журнале «Знамя» в 1987 году повесть «Ночевала тучка золотая», затрагивающая тему депортации чеченцев и ингушей во время войны в 1944 году. На создание этой повести ушло почти десять лет. «Ночевала тучка золотая» — произведение, которое автор начал писать в начале восьмидесятых. Эта книга исполнена трагизма и правды. Она является отражением действительности, которую писателю довелось увидеть в детские годы. Повесть переведена на множество языков.
В своём произведении автор попытался откровенно сказать о том, что пережил сам и что больно обожгло его душу, а именно — мир не достоин существования, если он убивает детей. В 1988 году она была отмечена Государственной премией СССР. В течение нескольких лет после выхода повесть была переведена более чем на 30 языков. В мае 1990 года на экраны вышел одноимённый фильм-драма по повести «Ночевала тучка золотая» (Киностудия им. Горького, 1989 год, режиссёр Суламбек Мамилов).
В 1988 году появилась повесть «Кукушата». В 1990 году она была отмечена Общегерманской национальной премией по детской литературе. Повести «Солдат и мальчик», «Кукушата», романы «Городок», «Рязанка» (1991), «Долина смертной тени» (2000), «Вагончик мой дальний» (2004), документальная повесть «Тихая Балтия» (1991), сборник сказок «Летающая тётушка» (2007) также переведены на многие иностранные языки. Произведения А. Приставкина переводили слависты, лауреаты премий в области художественного перевода Томас Решке (Германия), Майкл Глэни (Великобритания), Ларс-Эрик Блумквист (Швеция), Миура Мидори (Япония) и другие. На французский язык повести Приставкина перевела внучка Владимира Набокова Антуанет Рубишу.
В 1991 году возглавил совет независимого писательского движения «Апрель» при Московской писательской организации Союза писателей РСФСР. В то же время вошёл в руководящий комитет международного движения за отмену смертной казни «Руки прочь от Каина». Являлся секретарём Союза писателей РФ, членом Союза кинематографистов России, членом Киноакадемии «Ника», членом Попечительского совета Всероссийской федерации самбо, членом исполкома русского ПЕН-центра. Много лет был бессменным членом жюри Международного фестиваля фильмов о правах человека «Сталкер». С декабря 2008 года на кинофестивале ежегодно вручается специальный Приз имени Анатолия Приставкина.
В 1993 году подписал «Письмо 42-х».

## Общественная работа
С 1992 года Анатолий Приставкин — Председатель Комиссии по помилованию при Президенте РФ, а с декабря 2001 года — советник Президента РФ по вопросам помилования. Работа А. Приставкина по посту председателя первой общероссийской комиссии по вопросам помилования была отмечена Благодарностями Президентов России Б. Н. Ельцина и В. В. Путина.
Опыт работы А. Приставкина в Комиссии по вопросам помилования нашёл отражение в его документальном романе «Долина смертной тени».
В 2002 году Анатолий Приставкин стал лауреатом международной премии имени Александра Меня за вклад в развитие культурного сотрудничества между Россией и Германией в интересах мирного строительства Европейского дома.
В 2008 году, незадолго до смерти, успел закончить роман «Король Монпасье Мармелажка Первый». Это, во многом автобиографическое произведение, было задумано им ещё в конце 1980-х, однако в 1991 году во время беспорядков в Риге рукопись романа пропала из гостиничного номера, в то время как Приставкин на баррикадах призывал войска прекратить насилие. В произведении использованы фрагменты авторского исследования, посвящённого жизни и творчеству Григория Карповича Котошихина, подьячего Посольского приказа, вынужденного бежать в Швецию от преследований со стороны московского царя Алексея Михайловича и казнённого в Стокгольме по обвинению в убийстве на бытовой почве в 1667 году. Первым читателем рукописи романа стал близкий друг писателя, президент Российского книжного союза Сергей Степашин, которому принадлежит объёмное предисловие к книге. Роман был представлен публике Мариной Приставкиной на открытии Московской международной книжной выставки в сентябре 2008 года.
За десять лет — с 1992 по 2001 год, что просуществовала руководимая Приставкиным Комиссия по помилованию, 57 тысячам заключённых был смягчён приговор.

## Смерть

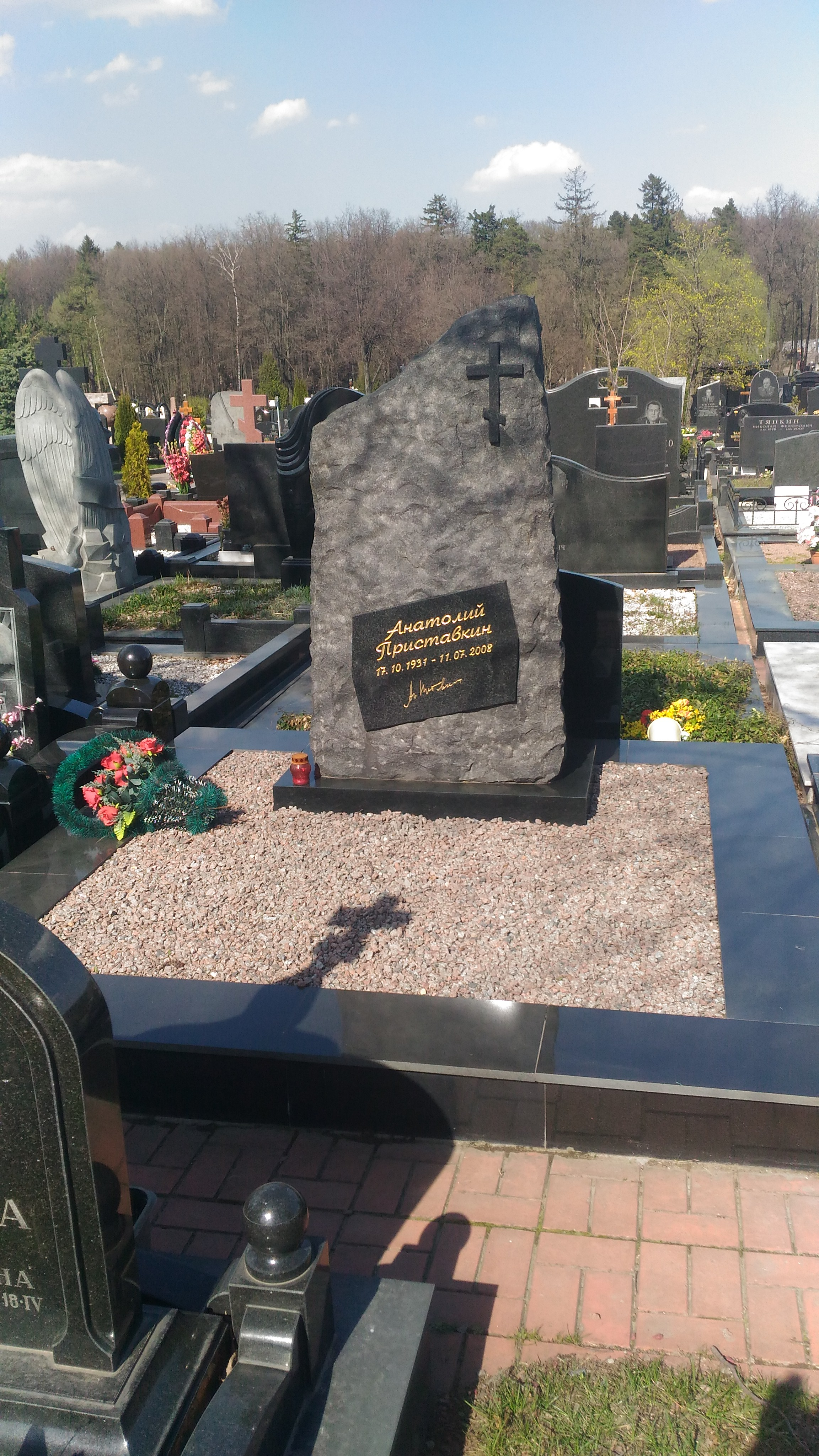
Могила Анатолия Приставкина на Троекуровском кладбище Москвы

А. И. Приставкин скончался в возрасте 76 лет 11 июля 2008 года в Москве. Похоронен 14 июля того же года на Троекуровском кладбище Москвы.

## Память
Указом Президента Ингушетии Мурата Зязикова за выдающиеся заслуги в области литературы: человечности и дружбы между народами А. Приставкин посмертно награждён орденом «За заслуги».
В августе 2008 года в городе Гудермесе (Чеченская Республика, Россия) улице Новосельской было присвоено имя Анатолия Игнатьевича Приставкина.
Именем А. И. Приставкина названа улица в столице Республики Ингушетия, г. Магас.

## Наследие и влияние
В 2009 году в Национальном молодёжном театре Республики Башкортостан имени Мустая Карима состоялась премьера спектакля «Ночевала тучка золотая» в постановке главного режиссёра русской труппы театра Мусалима Кульбаева. Спектакль участвовал в VII Республиканском фестивале «Театральная весна 2009» (Уфа); во Всероссийском театральном фестивале «Золотая маска» (Москва, 2010) ; в Международном фестивале искусства для детей и юношества «Золотая репка» (Самара), в X Международном театральном фестивале «Голоса истории» (Вологда). На V Международном фестивале русских театров России и зарубежных стран «Мост дружбы 2009» спектакль был признан лучшим из всех представленных.
В 2009 году в серии «Личный архив» вышел сборник «Все, что мне дорого» (предисловие Марины Приставкиной), в котором собраны фрагменты из дневников А. Приставкина, публичные выступления и очерки, газетные статьи, эссе и рецензии, письма. Тексты дополнены фотографиями из личного архива писателя, а также автографами его друзей, деятелей русской культуры. В книгу вошли два стихотворения А. Приставкина, которые по решению вдовы и дочери писателя больше никогда и нигде не будут опубликованы .
Произведения Анатолия Приставкина включены в Собрание сочинений в пяти томах (2010, издательство АСТ). Вступительные статьи Марины Приставкиной и доктора филологических наук профессора Игоря Волгина .
В 2011 году Тамбовский молодёжный театр поставил спектакль «Кукушата» (режиссёр Наталья Белякова) по повести А. Приставкина «Кукушата, или Жалобная песнь для успокоения сердца» .
К восьмидесятилетию писателя, которое отмечалось в 2011 году, был создан документальный фильм «Анатолий Приставкин. Оглавление» (Телеканал «Россия-Культура», автор и режиссёр — Ирина Васильева).
В Швейцарии в 2011 году по инициативе и при поддержке доктора юридических наук, учредителя и президента Совета по сотрудничеству Швейцария — Россия Вернера Штауффахера (†2012) издан на немецком языке роман «Вагончик мой дальний» в переводе друга писателя, слависта и переводчика Томаса Решке .
В октябре 2012 года в Березниковском драматическом театре прошла премьера спектакля «Вагончик мой дальний» . Пьесу по мотивам одноимённой повести А. Приставкина написала драматург Ярослава Пулинович. Поставил спектакль художественный руководитель театра Денис Кожевников, а художником спектакля стал Лауреат национальной театральной премии «Золотая маска» Дмитрий Аксёнов. Спектакль состоялся при поддержке Министерства культуры, молодёжной политики и массовых коммуникаций Пермского края. B июле 2014 года спектакль принял участие в Международном театральном фестивале «Голоса истории» в Вологде.
В апреле 2015 года на ХХ областном театральном фестивале «Студенческая весна» в Тюмени участники театральной студии Тюменского государственного медицинского университета оживили героев рассказов А. Приставкина в постановке «Дети войны» (режиссёр — Михаил Гончаров).
В ноябре 2015 года лучший ученик Центра русского языка «Русь» (Греческая республика) Апостолис Карагунис был награждён стипендией имени Анатолия Приставкина за успехи в изучении русского языка как иностранного .
В июле 2015 года в день памяти Анатолия Приставкина в издании «Российская газета» опубликовано интервью с дочерью писателя, Марией Приставкиной.
Восьмидесятипятилетию со дня рождения писателя, которое отмечалось 17 октября 2016 года , его читатели посвятили различные культурные события: литературные вечера (Псковская областная библиотека, Купчинская библиотека г. Санкт-Петербурга), выставки (Мурманский областной краеведческий музей, Музей г. Люберцы Московской области), устные журналы (Библиотека посёлка Краснофлотский города Ейска) и многие другие , ,
, .
В июне 2017 года на главной сцене Красной площади в рамках суперфинала самого масштабного в России литературного конкурса для детей «Живая классика» школьник Александр Глобенко прочитал отрывок из рассказа «Фотография» А. Приставкина . Как сообщила в своей публикации «Российская газета», «Фотографией» Анатолия Приставкина, до слёз жгучим рассказом о детях, не дождавшихся отца с войны, ставрополец Саша Глобенко заставлял зрителей, занявших все места в открытом амфитеатре у Главной сцены, смахивать слёзы.
12 января 2018 года лучший учащийся Центра русского языка и культуры «Русь» (Греческая Республика) уже второй год подряд получает стипендию имени А. Приставкина, которую вручает вдова писателя Марина Валаса-Приставкина.
В июне 2018 роман А. Приставкина «Ночевала тучка золотая» впервые опубликован в Италии. На итальянский книгу перевела известный филолог Патриция Деотто. Книга была представлена на Миланской книжной ярмарке. Ко дню памяти писателя в «Российской газете» опубликовано интервью журналистки Татьяны Владыкиной с Патрицией Деотто .
Ко дню памяти писателя 11 июля 2018 года издательство «Директ Медиа» решило выпустить его последний роман «Король Монпасье Мармелажка Первый».
В 2021 г. к юбилею автора вышло переиздание романа «Ночевала тучка золотая» в немецком издательстве «Ауфбау ферлаг». Оригинальный перевод известного переводчика советской и российской литературы — Thomas Reschke, новый переработанный перевод — Ганна-Мария Браунгардт и Кристина Линкс. Послесловие к изданию Navid Kermani.
14 октября 2021 года в большом зале ЦДЛ в Москве прошёл вечер, посвящённый 90-летию со дня рождения писателя — «Витамин радости Анатолия Приставкина», организованный студентами курса А. Приставкина в Литературном институте. На вечере присутствовала дочь писателя — Мария Приставкина    .
Юбилей писателя активно освещался в российской прессе . Кроме того, в ходе него вдова А. Приставкина Марина Приставкина-Валаса дала интервью газете «Московский комсомолец». Также ко дню рождения писателя вышла статья «10 цитат Анатолия Приставкина» в «Российской газете»(10 цитат Анатолия Приставкина).

## Сочинения
- Страна ЛЭПия. — М.: Молодая гвардия, 1961
- Маленькие рассказы. — М.: Советский писатель, 1962
- Мои современники. — М.: Советская Россия, 1960
- Костры в тайге. — М.: Политиздат, 1964
- Селигер Селигерович. — М.: Советская Россия, 1965 (очерки)
- Голубка. — М.: Молодая гвардия, 1967
- Сибирские повести. — Новосибирск: 1967
- Лирическая книга. — М.: Молодая гвардия, 1969
- Птушенька. — М.: Советская Россия, 1969
- Солдат и мальчик. — 1972 (повесть)
- От Братска до Усть-Илима. — М.: Советская Россия, 1973
- На Ангаре. — М.: Советская Россия, 1975 (очерки) — премия СП СССР
- Камень горючий. — М.: Профиздат, 1975
- Ангара-река. — М.: Профиздат, 1977 (очерки)
- Ванюша и Селигерович. — М.: Советская Россия, 1977
- Радиостанция «Тамара» (повесть). — 1978
- Возделай поле своё. — М.: Современник, 1981 (очерки)
- Голубка. — М.: Московский рабочий, 1981
- Большая Ангара. — М.: Советская Россия, 1982.
- Солдат и мальчик. — М.: Советский писатель, 1982
- Повести и рассказы. — М.: Художественная литература, 1983
- Городок. — М.: Советский писатель, 1985 (роман)[8])
- Ночевала тучка золотая. — 1981
- Кукушата, или Жалобная песнь для успокоения сердца. — 1989
- Тихая Балтия. — 1991
- Рязанка // Знамя. — 1991. — № 3—4.
- Долина смертной тени: В 3 книгах. — М.: АСТ, 2000—2001
- Долина смертной тени. — М.: Текст, 2002
- Синдром пьяного сердца. — 2001
- Вагончик мой дальний. — М.: Эксмо, 2006
- Золотой палач. — 2005
- Судный день. — М.: Эксмо, 2005
- Избранная проза. — СПб.: Искусство, 2006
- Летающая тетушка (сказки). — 2007
- Король Монпасье Мармелажка Первый. — М.: Олма, 2008
- Всё, что мне дорого: Отрывки из дневников и писем писателя, очерки, рецензии / Предисловие Марины Приставкиной. — М.: АСТ, 2009
- Собрание сочинений в 5 т. — М.: АСТ, 2010
- Летающая тётушка: сказки, рассказы — М.: Астрель; АСТ, 2011
- Избранная проза. — 2012

## Экранизации
- 1978 — Голубка
- 1989 — Ночевала тучка золотая…
- 2013 — Вагончик мой дальний[9][10]

## Награды
- Орден «За заслуги» (Республика Ингушетия, Россия)
- Благодарность Президента Российской Федерации (7 января 2002 года) — за активное участие в работе Комиссии по вопросам помилования при Президенте Российской Федерации[11].
- Благодарность Президента Российской Федерации (5 июля 1999 года) — за большой вклад в обеспечение деятельности Президента Российской Федерации по вопросам помилования и завершение работы по помилованию всех осуждённых к смертной казни[12].
- Государственная премия СССР (1988 год) — за повесть «Ночевала тучка золотая»